# István Avar (acteur)
Dans le nom hongrois Avar István, le nom de famille précède le prénom, mais cet article utilise l’ordre habituel en français István Avar, où le prénom précède le nom.
Pour les articles homonymes, voir István Avar et Avar (homonymie).
István Avar, né István Ginsberger le 20 mars 1931 à Egercsehi et mort le 13 septembre 2014 à Budapest, est un acteur hongrois.

## Filmographie partielle
- 1966 : Les Sans-Espoir (Sodrásban) de Miklós Jancsó
- 1966 : Jours glacés  (Hideg napok) de Ferenc Kósa
- 1968 : Falak d’András Kovács
- 1969 : Dis-moi bonjour (Szemüvegesek) de Sándor Simó